# Saint-Martin, Bas-Rhin

Saint-Martin este o comună în departamentul Bas-Rhin, Franța. În 1 ianuarie 2022 avea o populație de 371 de locuitori.